# 須貝章弘
須貝 章弘（すがい あきひろ, Akihiro Sugai）は、日本の医師（総合内科専門医・神経内科専門医）・医学者。筋萎縮性側索硬化症(ALS)研究の第一人者。新潟大学医歯学総合病院脳神経内科講師。

## 略歴
- 2006年3月 新潟大学医学部医学科卒業。
- 2006年4月 長岡赤十字病院初期研修医[1]
- 2015年3月 新潟大学大学院 博士（医学）。学位論文は「筋萎縮性側索硬化症の病態モデル : 自己蛋白量調節機構の破綻による内在性TDP-43の過剰発現」[2]。
- 2014年 「TDP-43自己制御機構の破綻を伴う内在性TDP-43過剰発現マウスの病態解析」により椿神経疾患研究基金研究助成を獲得[3]。
- 2015年9月 新潟大学医歯学総合病院魚沼地域医療教育センター 特任助教。
- 2016年 新潟大学医歯学総合病院神経内科 特任助教。
- 2017年 新潟大学医歯学総合病院高次救命災害治療センター 特任助教。
- 2019年 新潟大学医歯学総合病院神経内科 助教。
- 2019年10月 新潟大学脳研究所生命科学リソース研究センター脳科学リソース研究部門分子神経疾患資源解析学分野 助教[4]。
- 2019年12月 第3回せりか基金賞 第1位受賞[5]。研究テーマは｢天然変性領域を欠くTDP-43アイソフォームのALS病態抑制効果の検証｣。
- 2021年9月 ALS患者の運動野において、加齢による脱メチル化がTDP-43遺伝子の発現を増加させることを発見(Communications Biology誌に掲載)[6]。
- 2022年6月 「TDP-43のスプライシングを標的にした筋萎縮性側索硬化症の治療法の検証」により第36回新潟大学医学研究助成金を獲得。[7]。
- 2022年10月 日本医療研究開発機構 令和4年度「難治性疾患実用化研究事業」に係る公募にて研究課題が採択[8] 。
- 2023年4月 新潟大学医歯学総合病院 脳神経内科 講師[9]。

## 主な研究テーマ
- TDP-43異常を伴うALS病態モデルの確立（研究活動スタート支援：2015年度～2016年度）
- TDP-43量制御の脆弱性に着目した、核酸医薬によるALS治療戦略の検証（基盤研究(C)：2017年度～2019年度）
- 選択的スプライシングの操作により天然変性領域を制御するALS治療戦略の検証（基盤研究(C)：2020年度～2022年度）
- TDP-43 のエキシトロンに注目した、その発現・凝集制御による、筋萎縮性側索硬化症の治療法開発 (日本医療研究開発機構 令和4年度「難治性疾患実用化研究事業」)

## 著作

### 主要論文
- Sugai, A.; Kato, T.; Koyama, A.; Koike, Y.; Kasahara, S.; Konno, T.; Ishihara, T.; Onodera, O. (2018). “Robustness and Vulnerability of the Autoregulatory System That Maintains Nuclear TDP-43 Levels: A Trade-off Hypothesis for ALS Pathology Based on in Silico Data”. Frontiers in Neuroscience 12 (28). doi:10.3389/fnins.2018.00028. PMID 29449800.

細胞内のTDP-43の動態をコンピュータ上でモデル化し、TDP-43の自己調節機構に関する仮説を提唱した。
- Sugai, A.; Kato, T.; Koyama, A.; Koike, Y.; Konno, T.; Ishihara, T.; Onodera, O. (2019). “Non-genetically modified models exhibit TARDBP mRNA increase due to perturbed TDP-43 autoregulation”. Neurobiology of Disease 130 (104534). doi:10.1016/j.nbd.2019.104534. PMID 31310801.

- Koike, Y.; Sugai, A.; Hara, N.; Ito, J.; Yokoseki, A.; Ishihara, T.; Yamagishi, T.; Tsuboguchi, S. et al. (2021). “Age-related demethylation of the TDP-43 autoregulatory region in the human motor cortex”. Communications Biology 4 (1107). doi:10.1038/s42003-021-02621-0. PMID 34548609.

2021年にbioRxivで公開され、同年Communications Biologyに掲載された論文。ALSの発症機序に加齢に伴うDNAのメチル化が関与していることを明らかにした。この報告は国内外のメディアで紹介され、社会的にも大きい注目を浴びる

## 所属学会
- 日本内科学会 （総合内科専門医、指導医）
- 日本神経学会 （神経内科専門医、指導医）
- 日本認知症学会
- 日本分子生物学会
- 日本神経治療学会